# عبدالعزیز بن احمد آل‌سعود
عبدالعزیز بن احمد آل‌سعود (عربی: عبدالعزيز بن أحمد بن عبدالعزيز؛ زادهٔ ۲۰ ژوئن ۱۹۶۳) کارآفرین اهل کشور عربستان سعودی و یکی از اعضای خاندان آل سعود است.